# Ricardo Zunino
Ricardo Héctor Zunino (1949. április 13.) argentin autóversenyző.

## Pályafutása
1977-ben és 1978-ban az európai Formula–2-es bajnokságban versenyzett. 1979-ben egy futamgyőzelmet szerzett a brit Formula–1-es sorozatban.
Az 1979-es év végén ő vette át a távozó Niki Lauda helyét a Brabham-istállónál, a Formula–1-es világbajnokságon. Ricardo a kanadai és az amerikai nagydíjon vett részt. Kanadában hetedikként ért célba, az Egyesült Államokban viszont kicsúszott. A következő szezont is a csapat versenyzőjeként kezdte. Pontot egy alkalommal sem szerzett, és a francia nagydíjat követően a mexikói Hector Rebaque került a helyére. A 81-es szezonban két futamon indult a Tyrrell alakulatával. Mind a két versenyen tizenharmadikként zárt.

## Eredményei

### Teljes Formula–1-es eredménylistája
(Táblázat értelmezése)

(Félkövér: pole-pozícióból indult; dőlt: leggyorsabb kört futott) 

| Év   | Csapat               | Modell       | Motor       | 1     | 2      | 3      | 4      | 5      | 6      | 7      | 8   | 9   | 10  | 11  | 12  | 13  | 14    | 15     | Helyezés | Pont |
| ---- | -------------------- | ------------ | ----------- | ----- | ------ | ------ | ------ | ------ | ------ | ------ | --- | --- | --- | --- | --- | --- | ----- | ------ | -------- | ---- |
| 1979 | Parmalat Racing Team | Brabham BT49 | Cosworth V8 | ARG   | BRA    | RSA    | USW    | ESP    | BEL    | MON    | FRA | GBR | GER | AUT | NED | ITA | CAN 7 | USA Ki | -        | 0    |
| 1980 | Parmalat Racing Team | Brabham BT49 | Cosworth V8 | ARG 7 | BRA 8  | RSA 10 | USW Ki | BEL Ki | MON Nk | FRA Ki | GBR | GER | AUT | NED | ITA | CAN | USA   |        | -        | 0    |
| 1981 | Tyrrell Racing       | Tyrrell 010  | Cosworth V8 | USW   | BRA 13 | ARG 13 | SMR    | BEL    | MON    | ESP    | FRA | GBR | GER | AUT | NED | ITA | CAN   | CPL    | -        | 0    |

## Külső hivatkozások
- Profilja a grandprix.com honlapon (angolul)
- Profilja a statsf1.com honlapon (angolul)